# Survivor Series (2017)
Survivor Series 2017 a fost ce-a de-a treizecișiuna ediție a pay-per-view-ului anual Survivor Series organizat de WWE. A avut loc pe data de 19 noiembrie 2017 în arena Toyota Center din Houston, Texas.

## Rezultate
- Pre-Show: Elias l-a învins pe Matt Hardy (9:15)
  - Elias l-a numărat pe Hardy după un «Drift Away».
- Pre-Show: Enzo Amore (c) l-a învins pe Kalisto păstrându-și campionatul WWE Cruiserweight Championship (8:45)
  - Amore l-a numărat pe Kalisto după două «JawdonZO».
- Pre-Show: Kevin Owens și Sami Zayn i-au învins pe Breezango (Tyler Breeze și Fandango) (7:45)
  - Owens l-a numărat pe Fandango după un «Pop-Up Powerbomb».
- The Shield (Dean Ambrose, Roman Reigns, și Seth Rollins) i-au învins pe The New Day (Big E, Kofi Kingston și Xavier Woods) într-un Six-man tag team match (21:20)
  - Ambrose l-a numărat pe Kingston după un «Triple Powerbomb» după a doua coardă.
- Team Raw (Alicia Fox, Nia Jax, Asuka, Sasha Banks, și Bayley) au învins Team SmackDown (Becky Lynch, Carmella, Charlotte Flair, Naomi, și Tamina) într-un Women's traditional 5-on-5 Survivor Series elimination match (18:35)
  - Asuka a eliminato pe Natalya după ce a făcut-o să cedeze cu un «Asuka Lock».
- Campionul Statelor Unite Baron Corbin l-a învins pe Campionul Intercontinental The Miz (însoțit de Curtis Axel și Bo Dallas) (9:35)
  - Corbin l-a numărat pe Miz după un «End of Days».
  - Campionatele lor nu au fost puse în joc.
- Campioni pe echipe din SmackDown The Usos i-au învins pe Campioni pe echipe din Raw Sheamus și Cesaro (15:55)
  - Jey l-a numărat pe Sheamus după un «Uso Splash».
  - Campionatele lor nu au fost puse în joc.
- Campioana feminina din SmackDown Charlotte Flair a învins-o pe Campioana Feminina din Raw Alexa Bliss (15:00) 
  - Charlotte a făcut-o pe Bliss să cedeze după un «Figure-Eight».
  - Campionatele lor nu au fost puse în joc.
- Campionul Universal Brock Lesnar l-a învins pe Campionul WWE AJ Styles (15:25)
  - Lesnar l-a numărat pe Styles după un «F-5».
- Team Raw (Kurt Angle, Braun Strowman, Finn Bálor, Samoa Joe și Triple H) au învins Team SmackDown (Shane McMahon, Randy Orton, Bobby Roode, Shinsuke Nakamura și John Cena) într-un Men's traditional 5-on-5 Survivor Series elimination match (33:20)
  - Triple H l-a eliminat pe Shane după un «Pedigree» supraviețuind alături de Strowman.
  - În timpul meciului, Triple H l-a trădat pe Angle aplicându-i un «Pedigree».
  - După meci, Strowman l-a atacat pe Triple H după ce acesta a încercat să sărbătorească cu el.